# نسبت‌دهی رویدادهای شدید
نسبت‌دهی رویدادهای شدید (انگلیسی: Extreme event attribution) یک حوزه علمی نسبتاً جدید است که در هواشناسی و علوم اقلیمی کاربرد دارد. این علم سعی می‌کند بررسی کند که آیا تغییرات آب و هوایی باعث شده‌اند که رویدادهای حاد و شدید آب و هوایی (مثل سیل، طوفان، خشکسالی و موج گرما) بیشتر یا شدیدتر شوند یا نه. به عبارت دیگر، این علم می‌خواهد مشخص کند که آیا این رخدادهای نادر صرفاً ناشی از تغییرات طبیعی هستند یا اینکه گرمایش زمین هم در وقوع و شدت آنها نقش داشته است.

## تاریخچه
علم نسبت‌دهی برای اولین بار در سال ۲۰۱۱ در نشریه «وضعیت آب و هوا» منتشر شده توسط انجمن هواشناسی آمریکا، که بیان می‌کرد تغییر اقلیم با شش رویداد شدید آب و هوایی مورد مطالعه مرتبط است، ذکر شد.

## هدف، روش‌ها و یافته‌ها
فریدریکه اوتو، دانشمند اقلیم‌شناس آلمانی، می‌گوید هدف علم نسبت‌دهی این است که بفهمیم آیا تغییرات اقلیمی باعث شده‌اند یک اتفاق آب و هوایی شدید (مثل سیل یا موج گرما) رخ دهد یا نه. این بررسی باید خیلی سریع و در عرض دو هفته بعد از اتفاق انجام شود.
برای این کار، دانشمندان چهار مرحله را طی می‌کنند:
1. اول، شدت و تعداد دفعاتی که آن اتفاق خاص قبلاً رخ داده را بررسی می‌کنند.
2. بعد، با استفاده از مدل‌های رایانه‌ای، شرایط آب و هوایی را شبیه‌سازی می‌کنند و نتایج را با اطلاعات واقعی مقایسه می‌کنند تا مطمئن شوند مدل درست کار می‌کند.
3. در مرحله بعد، همین مدل را برای شرایطی اجرا می‌کنند که انگار اصلاً تغییرات اقلیمی رخ نداده است.
4. در نهایت، با استفاده از روش‌های آماری، نتایج دو مرحله قبل را با هم مقایسه می‌کنند تا ببینند تغییرات اقلیمی چقدر در وقوع یا شدت آن اتفاق خاص نقش داشته است.[۳][۲]

البته بررسی بعضی از اتفاقات مثل موج‌های گرما راحت‌تر است. نکته مهم این است که تغییرات اقلیمی می‌توانند هم باعث شوند یک اتفاق بیشتر رخ دهد و هم شدت آن را تغییر دهند؛ مثلاً موج گرمای شدید روسیه در سال ۲۰۱۰ در روسیه به خاطر تغییرات اقلیمی خیلی محتمل‌تر شده بود، اما شدت آن تغییری نکرده بود.

## کاربردها و پیامدها
علم نسبت‌دهی می‌تواند بر شکایت‌های مربوط به تغییرات اقلیمی تأثیر بگذارد. این علم می‌تواند باعث افزایش شکایت‌ها علیه شرکت‌هایی شود که باعث تغییرات اقلیمی شده‌اند و همچنین علیه دولت‌هایی که در مقابله با این تغییرات کوتاهی کرده‌اند.

## نمونه‌ها

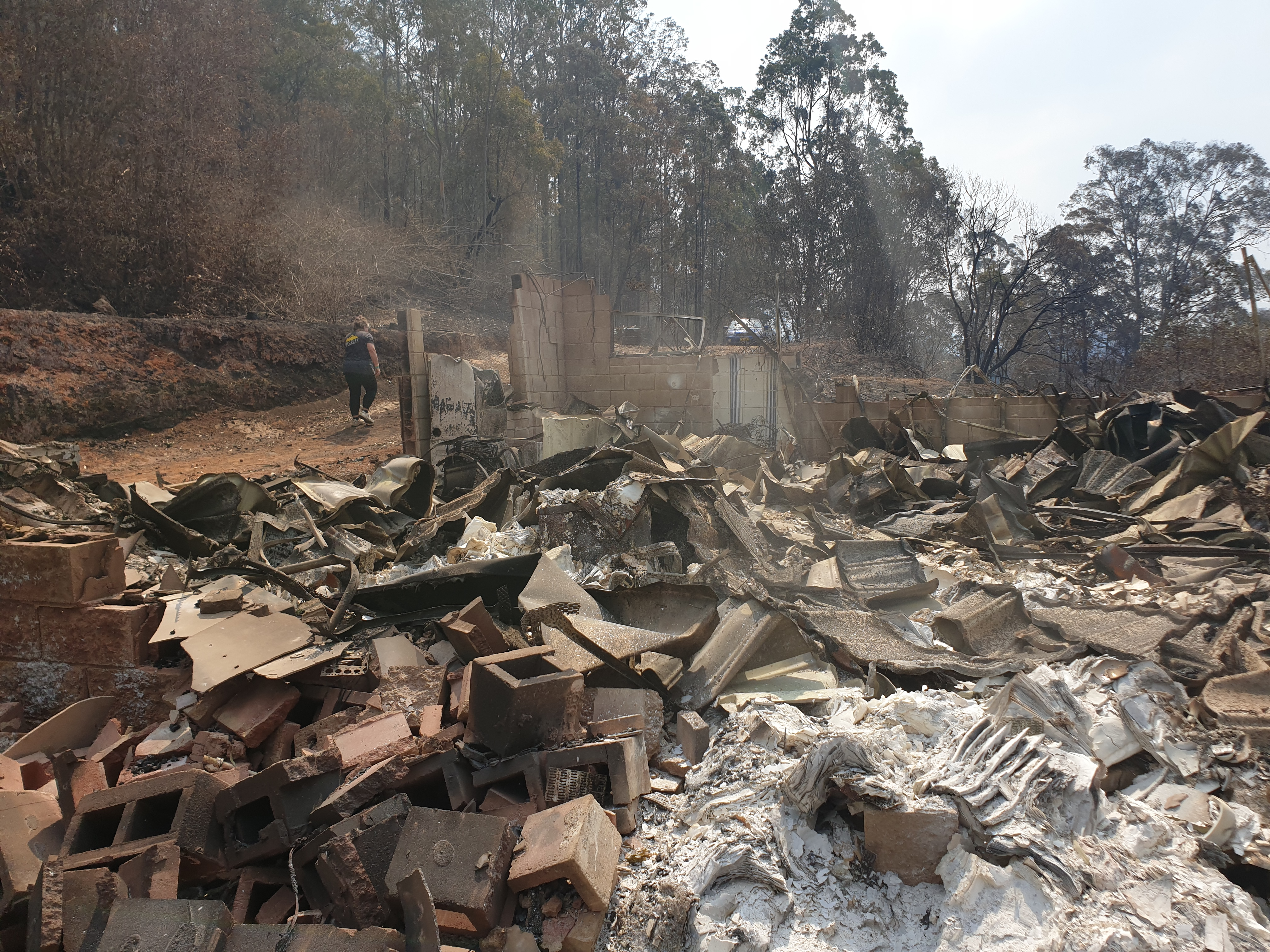
خانه‌ای در استرالیا که آتش‌سوزی‌های جنگلی آن را ویران کرده است.

در یک مطالعه مروری، ارتباط بین تغییرات اقلیمی و شدت، احتمال وقوع و هزینه‌های ناشی از بلایای طبیعی بررسی شد. این مطالعه نشان داد که تغییرات اقلیمی می‌تواند هزینه‌های اقتصادی و مالی بلایای طبیعی را افزایش دهد و منجر به تلفات جانی بیشتری شود. همچنین، راهکارهایی برای بهبود این حوزه پیشنهاد شد، از جمله ثبت بهتر اثرات آب و هوای شدید در سراسر جهان، گسترش مطالعات نسبت‌دهی به مناطق و رویدادهای مختلف، و بررسی تأثیر عوامل اقلیمی و غیر اقلیمی در ایجاد این اثرات.
دانشمندان پروژه بین‌المللی نسبت‌دهی هوای جهانWorld Weather Attribution در یک مطالعه دیگر نشان دادند که تغییرات اقلیمی ناشی از انسان، احتمال وقوع آتش‌سوزی‌های گسترده ۲۰۱۹ در استرالیا را حداقل ۳۰ درصد افزایش داده است. آنها معتقدند که تأثیر تغییرات اقلیمی بر این آتش‌سوزی‌ها بیشتر از آن چیزی است که مدل‌های اقلیمی نشان می‌دهند.
در این پژوهش، همچنین، موج گرمای شدید شمال غرب آمریکای شمالی در سال ۲۰۲۱ نیز به تغییرات اقلیمی نسبت داده شده است.
یک مطالعه دیگر که در نیچر کامیونیکیشنز منتشر شد نشان داد که تغییرات اقلیمی ناشی از انسان، میزان بارش شدید طوفان‌های ۳ ساعته را ۱۰ درصد و میزان بارندگی انباشته شده ۳ روزه را ۵ درصد افزایش داده است. این افزایش برای طوفان‌های قوی‌تر به ۱۱ و ۸ درصد می‌رسد.
- پایگاه داده «نسبت‌دهی اقلیمی»Climate Attribution شامل منابع علمی سازماندهی‌شده بر اساس موضوع است.[۱۱]